# Aberdeen (Virginie-Occidentale)
Pour les articles homonymes, voir Aberdeen (homonymie).
Aberdeen est une zone non incorporée du Comté de Lewis en Virginie-Occidentale, située le long de la rivière Hackers Creek (en).

## Source
- (en) Cet article est partiellement ou en totalité issu de l’article de Wikipédia en anglais intitulé « Aberdeen, West Virginia » (voir la liste des auteurs).